# Karl Ilgner
Karl Ilgner (Neisse, 27 juli 1862 – Berthelsdorf im Riesengebirge, 18 januari 1921) was een Duits elektrotechnisch ingenieur.

## Biografie
Ilgner studeerde van 1883 tot 1886 werktuigbouwkunde aan de Technische Universiteit Berlijn-Charlottenburg en werkte daarna bij het elektrotechnische bedrijf AEG. In 1892 werd Ilgner hoofd van de afdeling elektrische krachtoverbrenging bij het machinebouwbedrijf Gebr. Körting in Hannover, waar hij laagtoerige gelijkstroommachines ontwikkelde voor directe koppeling met gasmachines. Vanaf 1895 was hij hoofd van het Silezië-kantoor in Beuthen en twee jaar later in Breslau bij Elektricitäts-AG, voorheen W. Lahmeyer & Co. 

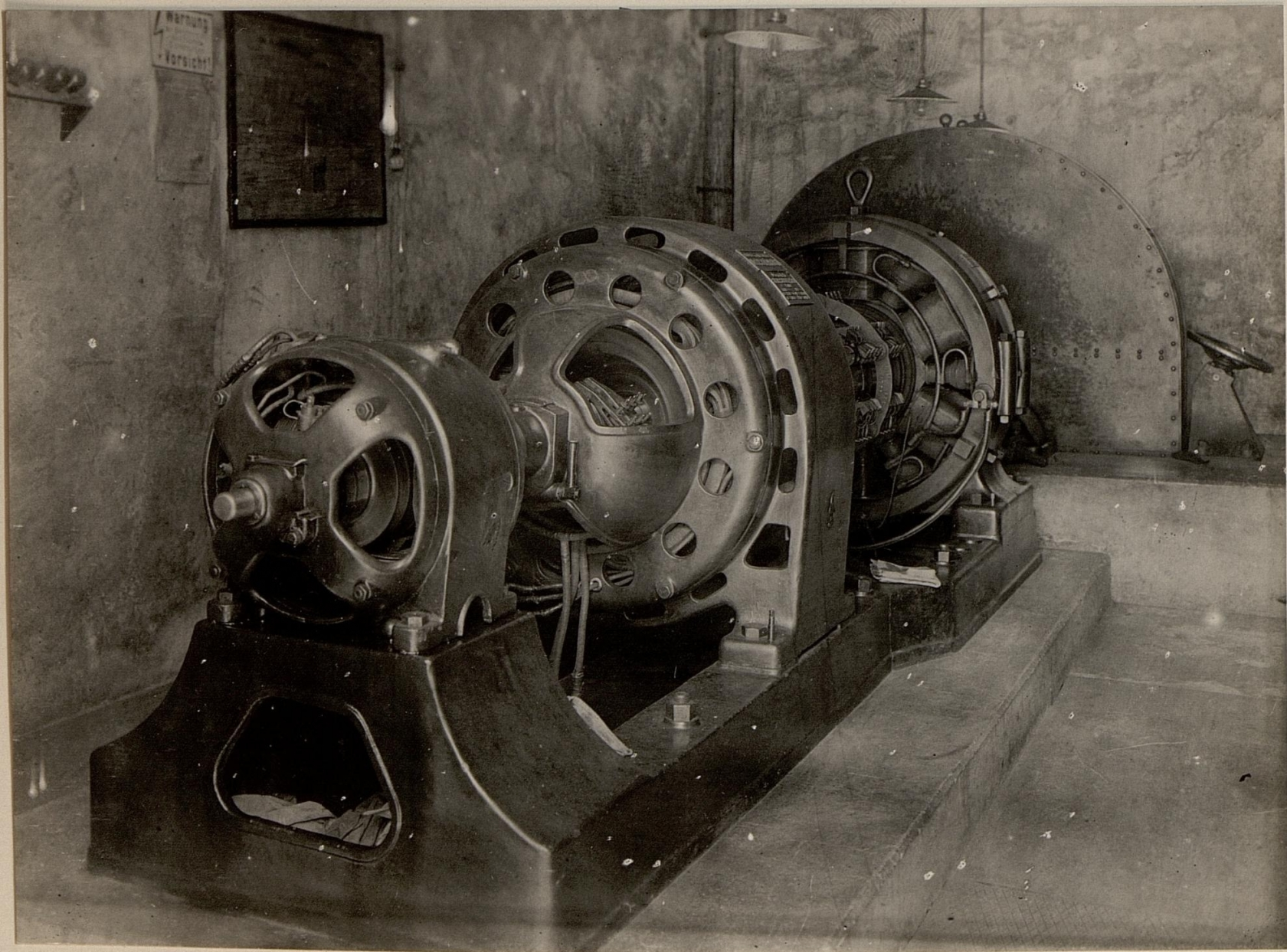
Ilgner-omvormer voor een transportsysteem in de Henkel-fabriek in Raibl (1916)

Voor de hoge aanloopstromen voor zowel transportmachines in mijnen als de aandrijfmotoren van walserijen ontbrak destijds een passende oplossing. Ilgner raakte geïnspireerd door de loopband (Trottoir Roulant), onderdeel van de Rue de l'Avenir op de Wereldtentoonstelling van 1900 in Parijs, waarvan de snelheid werd bepaald door een Ward-Leonardschakeling. Hij voorzag een Ward-Leonardschakeling met een groot en zwaar vliegwiel, die de kinetische energie van de opstelling verzamelt ter compensatie van stootbelastingen, en patenteerde zijn Ilgner-omvormer in 1901.
Daarna werkte Ilgner korte tijd bij het Duitse Westinghouse en verhuisde vervolgens naar Donnersmarckhütte in Hindenburg als hoofd ontwikkeling voor transportbanden en walsstraten. Vanaf 1904 was hij werkzaam voor Siemens-Schuckertwerke in Wenen, waar hij in 1907 als zelfstandig ondernemer aan de slag ging als adviserend ingenieur. Vijf later verhuisde hij naar Breslau en ontving in datzelfde jaar (volgens andere bronnen in 1909) een eredoctoraat van de Technische Hogeschool aldaar.
Aan het einde van de Eerste Wereldoorlog was hij actief voor de Reichsentschädigungs-kommission (Rijkscompensatiecommissie) totdat hij wegens gezondheidsredenen met pensioen ging. 
Ilgner was tevens gemeenteraadslid van de stad Breslau en lid van de gemeentelijke fabrieksdeputatie. Tot aan zijn dood was hij een van de oprichters en erelid van de turnvereniging Guestphalia Breslau.